# جامعة قسنطينة 2 -عبد الحميد مهري
جامعة قسنطينة 2، والمعروفة أيضًا باسم جامعة عبد الحميد مهري قسنطينة (UAMC)، هي جامعة جامعة حكومية جزائرية بمدينة الخروب (ولاية قسنطينة) تأسست في 28 نوفمبر 2011 
سميت جامعة قسنطينة 2 «جامعة عبد الحميد مهري - قسنطينة» (اسم عبد الحميد مهري) وفقًا للقرار رقم 14/14 الصادر في 29 ذي الحجة، الموافق 23 أكتوبر 2014 الصادر عن وزارة المجاهدين، المتعلق بتسميات المؤسسات الجامعية.

## المعاهد
تتكون الجامعة من 04 كليات و 02 معاهد:
- كلية العلوم الإنسانية والاجتماعية،
- كلية علم النفس وعلوم التربية،
- كلية التكنولوجيات الحديثة للإعلام والاتصال،
- كلية العلوم الاقتصادية، التجارية وعلوم التسيير،
- معهد علوم المكتبات،
- ومعهد علوم وتقنيات الأنشطة البدنية والرياضية.

## التعداد
يدرس في الجامعة 16363 طالب تحت إشراف 662 أستاذ (2017-2018)

## روابط خارجية
- الصفحة الرئيسية للجامعة (بالفرنسية)